# Quận Forsyth, North Carolina
Quận Forsyth là một quận nằm ở tiểu bang Bắc Carolina.  Tại thời điểm năm 2000, quận có dân số 306.067 người. Quận lỵ đóng ở Winston-Salem.
Quận được lập ngày in 1849 từ quận Stokes. Quận được đặt tên theo Benjamin Forsyth.

## Địa lý
Theo Cục điều tra dân số Hoa Kỳ, quận có tổng diện tích 413 dặm Anh vuông (1.069 km²), trong đó, 410 dặm Anh vuông (1.061 km²) là diện tích đất và 3 dặm Anh vuông (9 km²) trong tổng diện tích (0,80%) là diện tích mặt nước.

### Các quận giáp ranh
- Quận Stokes, Bắc Carolina - Bắc
- Quận Guilford, Bắc Carolina - Đông
- Quận Davidson, Bắc Carolina - Nam
- Quận Davie, Bắc Carolina - Tây nam
- Quận Yadkin, Bắc Carolina - Tây
- Quận Surry, Bắc Carolina - Tây bắc

## Thông tin nhân khẩu
Theo cuộc điều tra dân số2 tiến hành năm 2000, quận này có dân số 306.067 người, 123.851 hộ, và 81,741 gia đình sinh sống trong quận này. Mật độ dân số là 747 người trên mỗi dặm Anh vuông (289/km²). Đã có 133.093 đơn vị nhà ở với một mật độ bình quân là 325 trên mỗi dặm Anh vuông (125/km²).  Cơ cấu chủng tộc của dân cư sinh sống tại quận này gồm 68,47% người da trắng, 25,61% người da đen hoặc người Mỹ gốc Phi, 0,30% người thổ dân châu Mỹ, 1,04% người gốc châu Á, 0,03% người các đảo Thái Bình Dương, 3,25% từ các chủng tộc khác, và 1,30% từ hai hay nhiều chủng tộc.  6,40% dân số là người Hispanic hoặc người Latin thuộc bất cứ chủng tộc nào.
In 2000 Có 123.851 hộ trong đó có 30,50% có con cái dưới tuổi 18 sống chung với họ, 48,90% là những cặp kết hôn sinh sống với nhau, 13,50% có một chủ hộ là nữ không có chồng sống cùng, và 34,00% là không gia đình. 28,90% trong tất cả các hộ gồm các cá nhân và 9,30% có người sinh sống một mình và có độ tuổi 65 tuổi hay già hơn.  Quy mô trung bình của hộ là 2,39 còn quy mô trung bình của gia đình là 2,94,
Phân bố độ tuổi của cư dân sinh sống trong huyện là 23,90% dưới độ tuổi 18, 9,60% từ 18 đến 24, 31,10% từ 25 đến 44, 22,80% từ 45 đến 64, và 12,60% người có độ tuổi 65 tuổi hay già hơn.  Độ tuổi trung bình là 36 tuổi. Cứ mỗi 100 nữ giới thì có 91,50 nam giới. Cứ mỗi 100 nữ giới có độ tuổi 18 và lớn hơn thì, có 87,40 nam giới.
Thu nhập bình quân của một hộ ở quận này là $42.097, và thu nhập bình quân của một gia đình ở quận này là $52.032, Nam giới có thu nhập bình quân $36.158 so với mức thu nhập $27.319 đối với nữ giới. Thu nhập bình quân đầu người của quận là $23.023, Khoảng 7,90% gia đình và 11,00% dân số sống dưới ngưỡng nghèo, bao gồm 15,10% những người có độ tuổi 18 và 9,70% là những người 65 tuổi hoặc già hơn.

## Thành phố và Thị trấn
- Bethania
- Clemmons
- Kernersville
- High Point (chủ yếu nằm ở Quận Guilford)
- King (chủ yếu nằm ở Quận Stokes)
- Lewisville
- Rural Hall
- Tobaccoville
- Walkertown
- Winston-Salem

### Các thị trấn
Quận được chia thành 14 xã: 
| - Abbots Creek - Belews Creek - Bethania - Broadbay | - Clemmonsville - Kernersville - Lewisville - Middle Fork | - Old Richmond - Old Town - Salem Chapel - South Fork | - Vienna - Winston |

### Các cộng đồng không hợp nhất
- Belews Creek
- Bethabara
- Donnaha
- Dozier
- Pfafftown
- Seward
- Stanleyville
- Union Cross
- Vienna